# 陈绍武
陈绍武（？—？），蒙古名超克巴都尔夫（又译超克巴达尔夫、朝克巴达尔夫、超克巴图尔、超克巴特尔、超克拨都尔），蒙古族，卓索图盟喀喇沁左翼旗（今属辽宁省喀左县）人。中华民国、蒙疆政府政治人物。

## 生平
1937年后，陈绍武担任蒙古联盟自治政府民政部蒙旗学校教导主任、巴彦塔拉盟民政厅厅长。1939年9月后，任蒙疆联合自治政府兴蒙委员会副委员长。1943年8月，任改组后的蒙古自治邦政府兴蒙委员会副委员长。1948年，作为蒙古代表出席第一届国民大会。他还曾任中华民国国防部二厅额外少将专员。
1949年1月北平和平解放后，陈绍武被中共的公安机关侦查逮捕。1960年11月28日，陈绍武获得特赦。此后，他被安排在内蒙古文史研究馆工作，后来由于肺出血而病逝。